# Kvintilijan
Mark Fabij Kvintilijan (lat. Marcus Fabius Quintilianus), rimski retorik španskega rodu. * 35, Calahorra, Španija, † 100, Rim, Italija.

## Življenje
Rojen je bil leta 35 v Calahorri v Španiji. Oče ga je poslal v Rim, da bi študiral retoriko. Tam se je povezal z rimskim politikom in govornikom Domicijem Aferom, ki je postal njegov vzornik v govorjenju, bil pa je bolj grob, preprost in skromen govorec. Kmalu po Aferovi smrti se je Kvintilijan vrnil v Španijo, najverjetneje z razlogom, da bi tam prakticiral pravo. Leta 68 se je spet vrnil v Rim kot spremstvo takratnega cesarja Galbe, v katerem pa najverjetneje ni imel velike vloge, saj je preživel atentat na Galbo.
Po Galbovi smrti je leta 69 (leto štirih cesarjev) Kvintilijan odprl javno šolo retorike. Cesar Vespazijan, ki je izobrazbo videl kot orodje za ustvarjenje odgovornega vladajočega razreda, ga je postavil za konzula. To je Kvintilijanu omogočilo, da je več časa posvetil šoli, pojavljal pa se je tudi v vlogi zagovornika na sodišču.
Leta 88 se je upokojil, domnevno zaradi finančne stabilnosti in želje po počitku. Med razlogi naj bi tudi bila okrutna vladavina takratnega cesarja Domicijana, čigar dva pranečaka je od leta 90 učil Kvintilijan.
O njegovem življenju je malo podatkov, vemo pa, da je preživel veliko cesarjev, tudi Domicijana, ki je bil ubit leta 96. Kvintilijan naj bi umrl leta 100, v svojem delu Institutio Oratoria pa omenja ženo, ki je umrla mlada, ter dva sinova, ki sta umrla pred njim.

## Delo
Edino njegovo obstoječe delo je učbenik Institutio Oratoria (slovensko 'Šola govorništva'), objavljen okoli leta 95. V njej so pojasnjene osnove retorike, poleg teh pa tudi izobrazba in razvoj avtorja samega.
Predhodno delo De Causis Corruptae Eloquentiae ('O vzrokih propadanja govorništva') je bilo izgubljeno, najverjetneje pa je vsebovalo temelje načel, ki jih je Kvintilijan predstavil v delu Institutio Oratoria. 
Obstajata tudi dve deklamaciji, Declamationes Maiores in Declamationes Minores, ki naj bi nastali izpod roke Kvintilijana, lahko pa bi bili deli njegovega učenca ali pa nekoga, ki je le uporabljal Kvintilijanov sistem.

### Institutio Oratoria
"Institutio Oratoria" je 12 delni učbenik teorije in prakse retorike rimskega retorika Kvintilijana. Objavljen je bil okoli leta 95, govori pa tudi o avtorjevi izobrazbi in njegovem postopnem razvoju. 
V tem delu avtor pojasni, da mora dober govornik biti sprva dober človek. Verjel je tudi, da mora biti govor zvest, sporočilo pa mora biti pravično in pristno. Povezava teh dveh je postala znana kot njegova teorija dobrega človeka. Ta je pomenila, da, če človek ni pristno dober, tudi ne more biti dober govorec ljudem.
Učbenik je bil objavljen v času vladavine cesarja Domicijana, ob strani katerega je Kvintilijan deloval. Skozi leta pa se je s pisanjem odmaknil od Domnicijanovega popolnega nadzora, kar cesarja kljub okrutni in strogi vladavini ni motilo. Zaradi Kvintilijanove podvrženosti izobrazbi ga je cesar občudoval in celo postavil kot tutorja svojima pranečakoma. Kvintilijan je bil edina oseba, ki si je drznila imeti in govoriti o idejah drugačnih od cesarjevih.
Kot govornik je bil podoben Ciceru (rimski državnik, pravnik, politični teoretik in filozof), za katerega ga je navdušil Afer. Slog njegovih govorov naj bi bil nazadnje slišan v času cesarja Avgusta.

### Retorika
Kvintilijan je v učbeniku "Institutio Oratoria" citiral veliko avtorjev preden je napisal svojo lastno definicijo retorike. Sam se je najbolj strinjal z definicijo retorike Katona starejšega: vir bonus, dicendi peritus, dober mož je obvladal govor. Kvintilijan je vztrajal, da idealni govornik ne more biti filozof, kajti filozof ne jemlje sodelovanja v političnem svetu kot obvezo, hkrati pa govornika spodbuja k uporabi svojega znanja kot inspiracijo za svojo izvirno iznajdbo lastnega sloga.
Kvintilijanova in Cicerova definicija retorike si delita kar nekaj podobnosti, kot na primer pomen govornikovega moralnega značaja. Ravno tako kot Cicero, tudi Kvintilijan verjame, da lahko zgodovina in filozofija vplivata na govornikov stil govora.
V II. knjigi se Kvintiljan strinja s Platonovo trditvijo, da mora biti pravi govornik/retorik pravičen, oba pa tudi menita, da obstaja pojmovna povezava med retoriko in pravico, ki izloča verjetnost nemoralno nevtralnega koncepta retorike. Tako kot Platonu, ravno tako tudi Kvintilijanu, retorika pomeni govoriti dobro, kar pomeni tudi pravično.

## Vpliv
Vpliv njegove mojstrovine, Institutio Oratoria, je lahko čutiti na kar nekaj področjih. Kot prvo je skritiziral rimskega filozofa Seneka (Seneka Mlajši), saj je Kvintilijan poskušal spremeniti takrat prevladujoči slog govora s svojo knjigo, Seneka pa je bil eden glavnih v tej tradiciji govora. Kvintilijanu se je zdelo, da je bil njegov način predvsem koruptiven, ta kritika pa je močno vplivala na kasnejše obtožbe in slog Seneke. Velik vtis je naredil tudi na latinskega pesnika Marcijal, kateri mu je posvetil pesem, ki se začne z nagovorom Kvintilijana.
Po njegovi smrti sta Kvintilijanova prepoznavnost in vpliv začela nihati. V svojih delih sta ga omenila le dva njegova učenca kot primer treznosti in nenavadnega uspeha v učiteljskem poklicu. V obdobju od 3. do 5. stoletja je njegovo prisotnost čutiti predvsem v delih Avguština iz Hipona in Svetega Hieronima, ki je uredil Vulgato, v kateri je nedvomno čutiti Kvintilijanov vpliv. 
V srednjem veku je poznavanje njegovih del upadlo. Praktično ni bilo najti enega celega rokopisa, dokler ni renesančni raziskovalec antičnih spisov Poggio Bracciolini leta 1416 odkril pozabljen rokopis v samostanu St. Gallen v Švici. Tudi italijanski pesnik Francesco Petrarca je naslovil eno svojih pisem smrti Kvintilijanu in mnoge navdušil za novo humanistično filozofijo izobraževanja. Humanizem je razširil navdušenje nad Kvintilijanom in tako dosegel severno Evropo v 15. in 16. stoletju. Vpliv njegovih del pa je lahko čutiti tudi pri Lutrovemu sodobniku Erazmu Rotterdamskem.
Nemška muzikologinja Ursula Kirkendale je mnenja, da je skladba Johanna Sebastiana Bacha, z naslovom Das Musikalische Opfer, trdno povezana z učbenikom Institutio Oratoria, saj je Bachovo šolanje med njegovim izobraževanjem v Lepzigu, vključevalo tudi retoriko. Kasneje je Kvintiljanova vplivnost spet nekoliko upadla, omenjen je bil le v Eseju kritike, pesnika Alexandra Popa, omenila pa sta ga tudi pisatelja Montaigne in Lessing. Kasneje je o njem v svoji znameniti avtobiografiji govoril tudi pisatelj John Stuart Mill, v kateri je napisal kako je nanj vplival njegov učbenik, za katerega je menil, da je kot enciklopedija starodavnih misli o izobraževanju in kulturi. Cenil ga je tudi Thomas De Quincey, ki je menil, da se nihče, niti Aristotel ne more meriti z njim.
V zadnjem času je pogosto vključen v antologijo literarne kritike in je nepogrešljiv del zgodovine izobraževanja. Bil je tudi prvi govornik za izobraževanje otrok, o čimer je več povedal v svojih teorijah izobraževanja v zgodnjem otroštvu. Velik pomen predstavlja tudi študentom govora, profesionalnega pisanja in retorike, zaradi vseh podrobnosti, ki jih je napisal o retoriki v svojih delih.